# 約翰·斯拉特里
約翰·斯拉特里（英語：John M. Slattery, Jr.，1962年8月13日—）是美國的一位演員。他最著名的作品是在《廣告狂人》中飾演Roger Sterling角色，以及漫威電影宇宙中的霍華·史塔克。

## 生平
1962年出生在马萨诸塞州波士顿的一个爱尔兰移民家族，家中有五个兄弟姐妹，从小热爱电影和电视。1984年毕业于美国天主教大学。之后便踏入演艺圈，出演过多部电影，电视剧和戏剧。

## 个人生活
1998年和美国女演员塔利亚·巴尔萨姆结婚并有一子。

## 外部連結
- 約翰·斯拉特里在互联网电影资料库（IMDb）上的資料（英文）
- TCM电影资料库上約翰·斯拉特里的资料（英文）
- 在AllMovie上約翰·斯拉特里的頁面（英文）